# 龙兴 (公孙述)
龙兴（元年：25年四月 - 末年：36年十一月）是新朝末年、东汉初年公孙述自立的年号，共计12年。
据《后汉书》记载，有龙出现在公孙述府中，他认为是符瑞。“因刻其掌，文曰‘公孙帝’”。于是在汉光武帝建武元年（25年）四月，自立为天子，号成家，色尚白，建元龙兴元年。

## 改元
- 漢更始三年——四月，公孫述改元為龍興元年。[1][2]

## 大事记
- 龍興元年——四月，公孫述在蜀郡成都（今四川省成都市）稱帝。[1][2]
- 龍興十二年——十一月戊寅日，漢將吳漢、臧宮於成都打敗了公孫述，公孫述受傷當夜死亡。[1][3]

## 纪年
| 龙兴     | 元年     | 二年       | 三年 | 四年 | 五年 | 六年 | 七年 | 八年 | 九年 | 十年 | 十一年 | 十二年 |
| -------- | -------- | ---------- | ---- | ---- | ---- | ---- | ---- | ---- | ---- | ---- | ------ | ------ |
| 公元     | 25年     | 26年       | 27年 | 28年 | 29年 | 30年 | 31年 | 32年 | 33年 | 34年 | 35年   | 36年   |
| 干支     | 乙酉     | 丙戌       | 丁亥 | 戊子 | 己丑 | 庚寅 | 辛卯 | 壬辰 | 癸巳 | 甲午 | 乙未   | 丙申   |
| 汉更始帝 | 更始三年 |            |      |      |      |      |      |      |      |      |        |        |
| 刘盆子   | 建世元年 | 二年       | 三年 |      |      |      |      |      |      |      |        |        |
| 东汉     | 建武元年 | 二年       | 三年 | 四年 | 五年 | 六年 | 七年 | 八年 | 九年 | 十年 | 十一年 | 十二年 |
| 竇融     |          | 元始廿六年 |      |      |      |      |      |      |      |      |        |        |

## 参見
- 中國年號索引
- 其他时期使用的龙兴年号